# Unghia
L'unghia (latino ungula, diminutivo di unguis, unghia) è una struttura semitrasparente con cui finisce l'estremità delle dita di molti animali, in genere appartenenti alla classe dei tetrapodi, essere umano compreso. Le unghie caratterizzano le classi rettili, uccelli e mammiferi; la loro struttura si è evoluta filogeneticamente a partire dai rettili, con l'esclusione degli anfibi pipidi che hanno evoluto strutture ungueali in maniera indipendente.
Le unghie hanno la funzione di facilitare la presa, contribuire alla stabilità strutturale delle dita e limitare l'usura delle estremità a contatto del terreno. Le varie forme di unghie hanno nomi differenti a seconda delle specializzazioni funzionali, come artigli o zoccoli: l'artiglio degli insetti che si articola sull'ultimo tarsomero, anche se di origine completamente differente, viene per affinità funzionale chiamato unghia, ed è composto principalmente da chitina.
Le unghie sono costituite principalmente da più strati di cheratina. La parte più esterna e più dura è l'unguis, composta da fibre perpendicolari alla direzione di crescita. La parte sottostante è meno dura ed ha una struttura lamellare. Le unghie delle scimmie antropomorfe e di molti altri primati sono formate solamente dalla unguis (mancando la sub-unghia), mentre altri gruppi come molti cebidi, possiedono artigli.

## Uomo

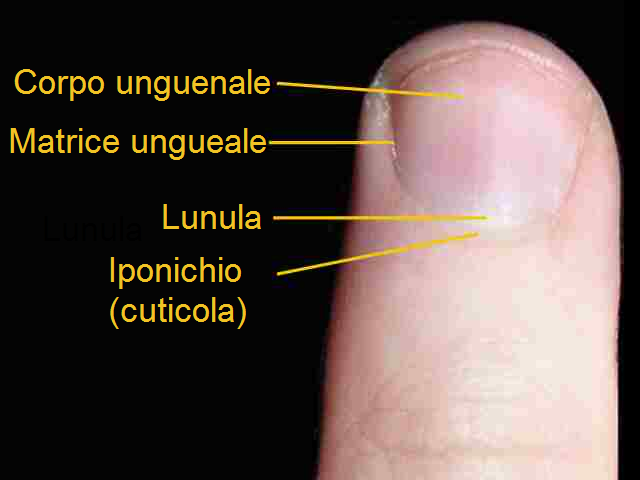
Parti dell'unghia

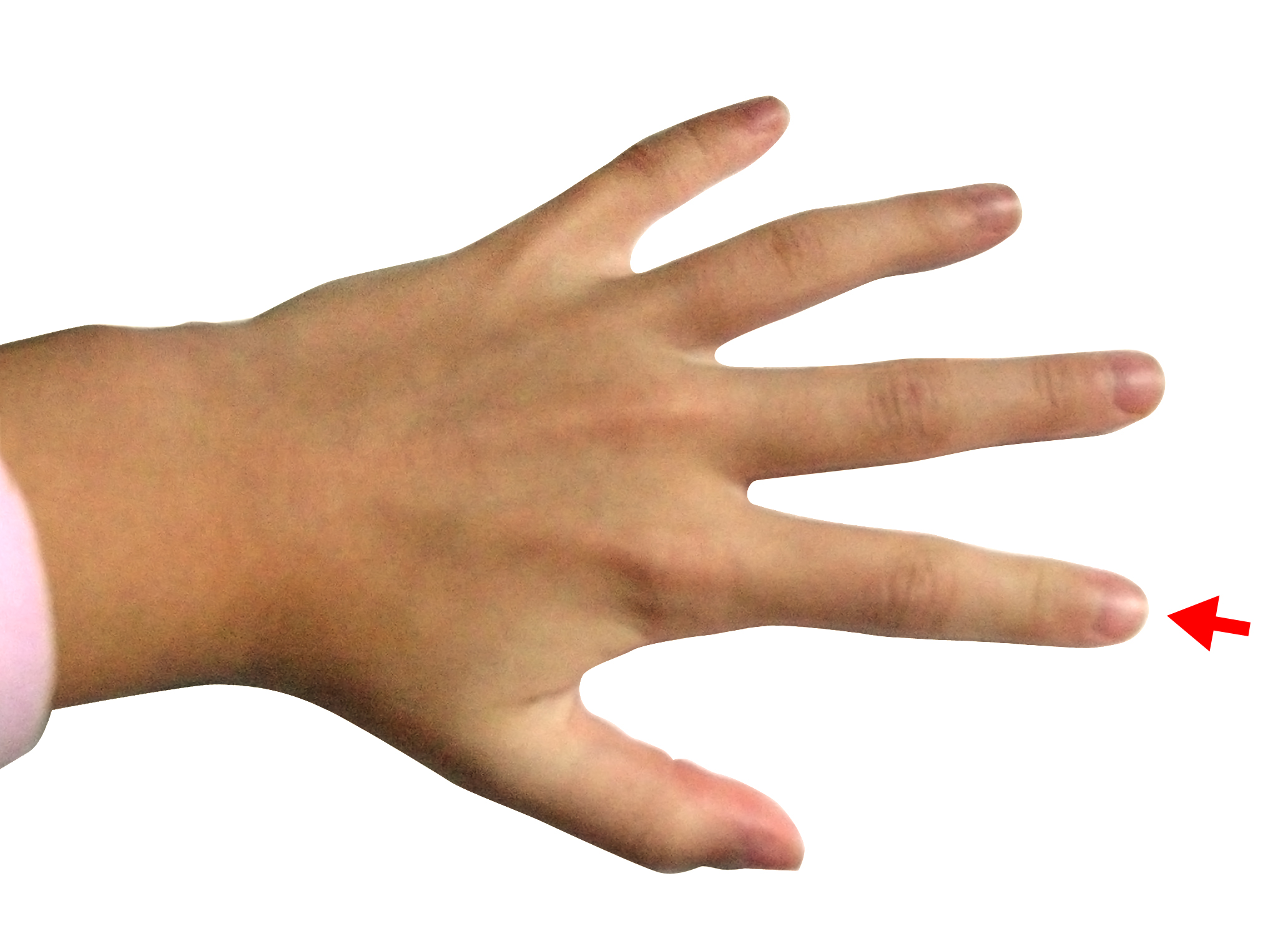
Mano sinistra, di cui è indicata l'unghia dell'indice

Nell'uomo l'unghia è una lamina quadrangolare semitrasparente e leggermente convessa sul lato superiore. È rosa a causa del colore del sangue che traspare dal derma, ma se distaccata prende il colore giallastro tipico delle sostanze cornee.
L'unghia nasce dal periostio, la sua crescita è settimanale per quanto riguarda le mani e mensile per i piedi. Si compone quasi esclusivamente da cheratina e, in percentuali minori, anche da grassi, amminoacidi, acqua, vitamine e minerali.
L'unghia è ancorata ad un piano connettivale (il letto ungueale), che protegge da traumi e infezioni e mantiene la sensibilità tattile.

### Istologia
L'unghia è costituita da cheratinociti cheratinizzati trasparenti e appiattiti privi di granuli cheratoialini e di tonofibrille in quanto nell'unghia manca lo strato granuloso dell'epidermide. La stratificazione è particolare perché i cheratinociti si sovrappongono come le tegole di un tetto, con i margini liberi strettamente legati fra loro e in avanti.

### Struttura
L'unghia è composta da più strati di cheratinociti sovrapposti. Ha origine dalla matrice ungueale e cresce lungo il letto ungueale, spuntando attraverso l'iponichio, detto comunemente cuticola. L'iponichio si trova fra il letto ungueale e il solco distale. Normalmente non lo si osserva perché nascosto dalla lamina, quando si mostra è un segno di onicofagia.
La parte finale dell'unghia, staccata dal letto ungueale è detta margine libero, o bordo distale.

#### Lamina ungueale
La lamina ungueale è composta da diversi tipi di cheratine simili a quelle dei peli, da proteine fibrillari povere di zolfo e da proteine globulari ricche di zolfo. È presente qualche fosfolipide legato al calcio e una quantità di zinco superiore che nel resto dell'epidermide. Il contenuto di acqua si aggira in media intorno al 18%, anche se può aumentare (fino al 25%) rendendo l'unghia tenera e flessibile o diminuire (fino al 15%) rendendola secca e fragile. La lamina a sua volta è formata da tre parti: una radice, un corpo e un'estremità libera. I margini di radice e corpo sono inseriti in una piega della cute denominata vallo ungueale che, nella posizione prossimale, si prolunga sulla radice formando l'eponichio.
- radice: è evidente nella lunula, l'area bianca in regione prossimale con margine convesso;
- corpo: è di colore rosa per la trasparenza del derma e presenta uno spessore tipico di circa 0,3-0,5 mm (ma può superare il millimetro nel primo dito del piede[2]);
- estremità libera o limbo: è la parte non legata al letto ungueale a causa dello scivolamento della lamina.

#### Vallo ungueale
Il vallo ungueale è la piega che ospita i margini del corpo e della radice dell'unghia. È riccamente vascolarizzato ed innervato. Il suo strato germinativo continua con la matrice ungueale, mentre quello corneo si appoggia sull'unghia formano l'eponichio.

#### Letto ungueale
Il letto ungueale rappresenta uno degli strati germinativi dell'unghia. Il letto è costituito dallo strato basale dell'epidermide dell'unghia (iponichio) e dal derma sottostante. Il derma del letto è costituito da papille dermiche che si fanno meno marcate in corrispondenza dalla lunula. È costituita da numerosi fasci di fibre collagene che arrivano fino al periostio costituendo un saldo collegamento con la profondità. L'iponichio invece è lo strato di epidermide del letto che manca degli strati granuloso e lucido (si ha quindi un passaggio netto alla lamina cornea dell'unghia). All'estremità distale del dito le cellule dell'iponichio vanno incontro ad una rapida apoptosi permettendo alla lamina ungueale di staccarsi dall'eponichio impedendo che l'intero polpastrello venga rivestito dall'unghia. Nella punta del dito si forma un solco distale dove la lamina si stacca dall'iponichio.

#### Matrice ungueale
La matrice ungueale rappresenta l'altro strato germinativo dell'unghia ed è presente a livello della radice. In particolare la matrice è la principale produttrice della lamina e responsabile della formazione dell'estremità libera. Le cellule che nascono dalla matrice infatti, essendo bloccate dal vallo e dall'eponichio, si spostano in direzione prossimo-distale causando uno slittamento di tutti i cheratinociti dell'unghia. La mancanza di più dei due terzi della matrice impedisce il riformarsi della nuova unghia.

### Crescita
La crescita dell'unghia è continua (con un ritmo di circa 0.1–1 mm al giorno) e varia a seconda di diversi fattori: in età infantile, nei mesi estivi e nelle mani è più veloce. Traumi e malattie possono influire sulla funzionalità della matrice fino a fermarne temporaneamente l'attività. Questo può causare delle alterazioni morfologiche (come dei solchi) di una certa importanza clinica, noti come solchi di Beau. Le unghie e i peli, a differenza di quanto si crede, non continuano a crescere nel morto: si tratta in realtà di un'apparenza causata dalla retrazione della cute dovuta alla disidratazione post mortem.

### Permeabilità
L'unghia è spesso considerata una barriera impermeabile, ma in realtà è molto più permeabile della pelle, visto che è composta per il 7-12% di acqua. La sua permeabilità ha implicazioni nella penetrazione di sostanze nocive e medicinali; in particolare i cosmetici.

## Altri animali
La struttura delle unghie si è evoluta filogeneticamente a partire dai rettili. I pipidi (pipidae Gray, 1825), come lo xenopo, sono una famiglia di anfibi dell'ordine degli Anuri. Sono gli unici anuri aglossi (sprovvisti di lingua) e gli unici anfibi ad aver sviluppato, in alcuni gruppi e in maniera indipendente dagli altri tetrapodi, delle strutture ungueali. 

### Ungulati
Gli ungulati sono un gruppo di mammiferi, comprendente in generale quegli animali che, in maggior misura dei digitigradi, poggiano il proprio peso corporeo sulla sola punta delle dita, e hanno sviluppato le unghie a guisa di zoccoli per proteggersi dall'usura data dallo sfregamento sul suolo. A causa della distanza filogenetica fra i vari gruppi di ungulati si è più propensi ad ipotizzare che la presenza dello zoccolo sia un caso di convergenza evolutiva piuttosto che un tratto comune nell'ambito di un gruppo. Attualmente il termine ungulati viene utilizzato per descrivere unicamente artiodattili e perissodattili, in quanto il gruppo è stato costituito riunendo animali fra loro simili, ma evolutisi parallelamente.
Nel cavallo e simili ippomorfi l'unghia ha subito un adattamento per la funzione di sostegno del corpo e prende il nome di zoccolo. Lo stesso nome è attribuito alle unghie degli altri perissodattili e degli artiodattili ovvero che poggiano gli arti sulle unghie. Più propriamente i due zoccoli dei ruminanti e dei suini sono chiamati "unghioni". In queste specie vi sono anche altre due unghie che tuttavia hanno perso la funzione di sostegno: prendono il nome di "unghielli" e mentre sono ancora ben conformati nel suino, mentre nei ruminanti sono semplici abbozzi conici.

## Funzione
Le unghie hanno la funzione di facilitare la presa, contribuire alla stabilità strutturale delle dita e limitare l'usura delle estremità a contatto del terreno. 
Un'unghia sana ha la funzione di proteggere dalle lesioni la falange distale, la punta delle dita e i tessuti molli circostanti. Serve anche a migliorare la precisione di alcuni movimenti e aumentando la sensibilità della punta del dito attraverso la pressione, visto che è priva di terminazioni nervose. Infine, le unghie consentono operazioni di presa, taglio e raschiamento.

## Malattie
Le malattie dell'unghia si suddividono per forma e colore, struttura, malformazione.

### Per forma e colore
- Pseudomonas: è di colore verde, è causata dall'attacco dell'omonimo batterio presente nell'aria che trovandosi in ambienti umidi e caldi agisce rilasciando il colore verde. Sotto i sollevamento dell'unghia artificiale o della lamina dal letto ungueale (onicolisi) trova l'ambiente ideale;
- Onicomicosi: è di colore giallo/marrone, porosa e talvolta friabile, occupa tutta l'unghia o una parte ed è causata da un fungo;
- Colore blu/nero: se non è un livido causato da trauma fisico potrebbe essere un piccolo melanoma, occorre sottoporsi ad esami del sangue;
- Leuconichia: è di colore bianco e si tratta di una serie di piccoli focolai di cheratina causati dalla produzione in eccesso, solitamente cambiano posizione in base alla produzione.
- Onicocriptosi: ferita causata dalla crescita dell'unghia all'interno della pelle circostante, causando una ferita non curabile autonomamente perché da corpo estraneo irrimovibile, con possibili granuloma e difficoltà nella deambulazione.